# Język zigula
Język zigula albo zigwa (kizigula, seguha, wayombo, wazegua, zeguha, zegura, zigoua, zigua) – język z rodziny bantu, używany w Tanzanii. W 1971 roku liczba mówiących wynosiła 112 tys.